# Birgit Schrowange

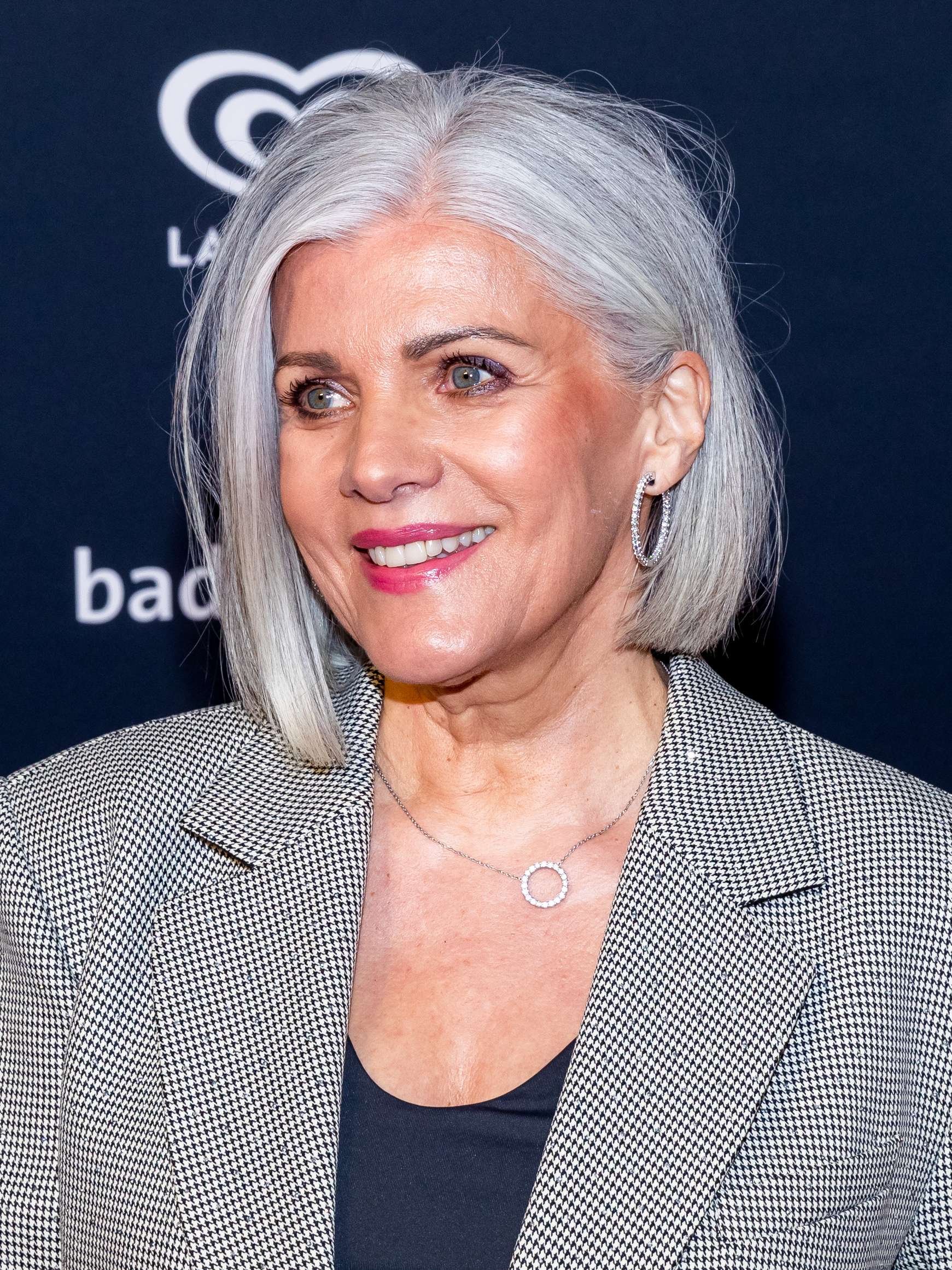
Birgit Schrowange (2024)

Birgit Schrowange (* 7. April 1958 als Birgit Schrowangen in Nehden) ist eine deutsche Fernsehmoderatorin.

## Leben
Birgit Schrowange wuchs in einem Dorf im Sauerland auf. Nach Abschluss der Marienschule in Brilon, einer Realschule in der Trägerschaft des Erzbistums Paderborn, machte sie eine Ausbildung als Rechtsanwalts- und Notargehilfin.

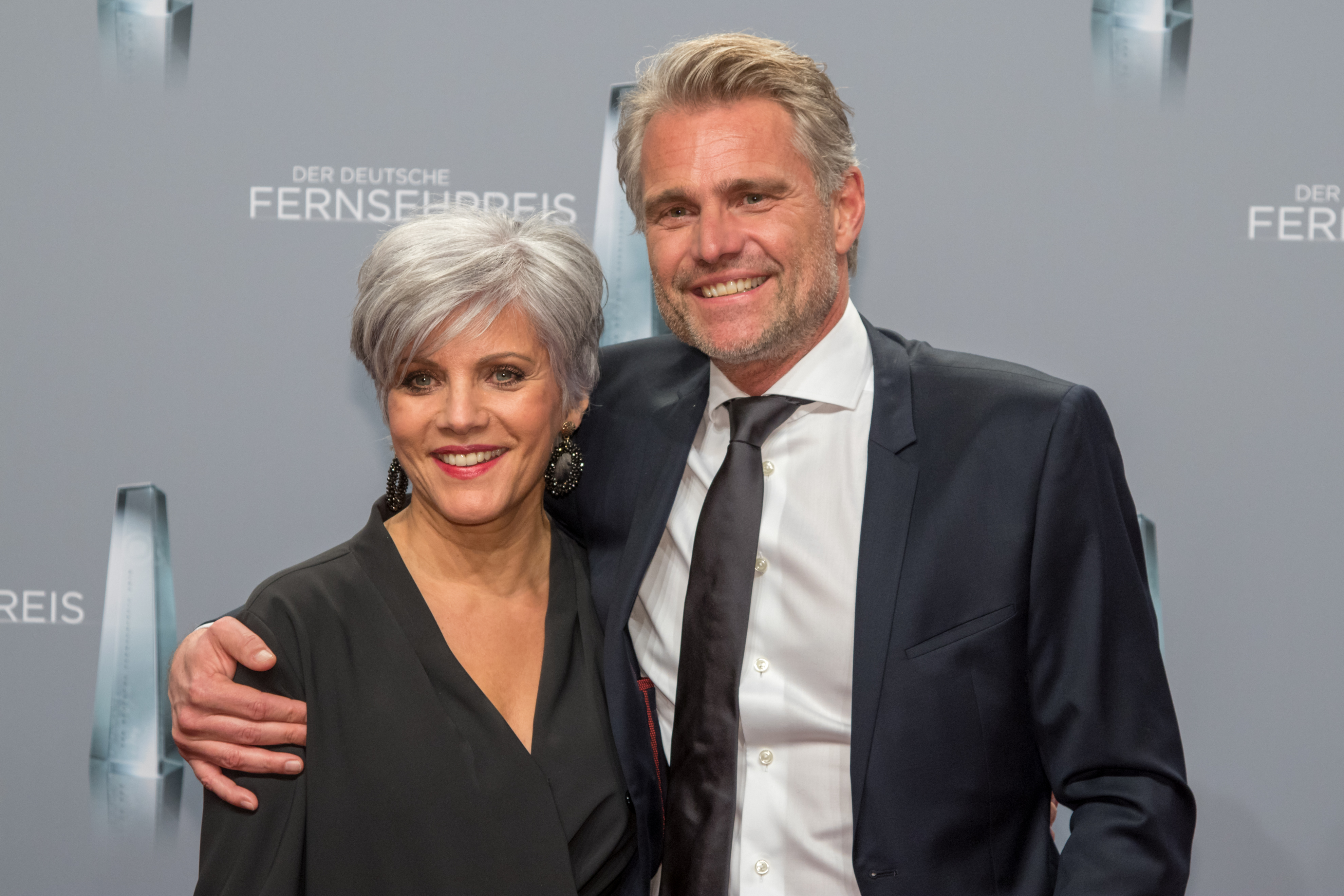
Schrowange mit ihrem Lebensgefährten Frank Spothelfer beim Deutschen Fernsehpreis 2018

Schrowange war von 1998 bis 2006 mit ihrem damaligen Kollegen Markus Lanz liiert. Mit ihm hat sie einen im Jahr 2000 geborenen Sohn. 2017 lernte sie den Schweizer Geschäftsmann Frank Spothelfer und seine beiden Töchter auf einer Kreuzfahrt kennen. Mit ihm lebte sie in Köln und in der Schweiz. Im Juli 2023 heirateten sie auf dem Kreuzfahrtschiff Mein Schiff 2.

## Karriere
Ihre Fernsehkarriere begann sie 1978 beim Westdeutschen Rundfunk als Redaktionsassistentin. Währenddessen nahm sie Schauspielunterricht und war unter anderem als Ansagerin im Schulfernsehen des WDR tätig. Im Jahr 1983 wechselte sie zum ZDF. Dort war sie bis 1994 Programmansagerin und galt als „das schönste Lächeln“ des Senders.
Bis 1984 moderierte sie das Regionalmagazin Aktuelle Stunde (WDR) und danach bis 1985 die wöchentliche Nachmittags-Talkshow Wiedersehen macht Freude (ZDF).
In der Krimiserie Ein Fall für zwei trat sie mehrfach als Nebendarstellerin auf, in den Folgen Irgendwann (1987), Blutige Rosen (1990) und Rache (1993). 1998 spielte sie eine Hauptrolle in der Episode Schatten im Paradies der ARD-Serie Klinik unter Palmen.
Von Januar bis September 1994 moderierte Schrowange die monatliche Sendung Die deutsche Schlagerparade im Südwestfunk, ehe sie im Oktober 1994 zu RTL wechselte. Vom 13. Oktober 1994 bis zum 23. Dezember 2019 moderierte sie dort die wöchentliche Infotainment-Sendung Extra – Das RTL-Magazin. Im April 2000 machte sie Negativschlagzeilen mit einer Anmoderation mit einem Satz über behinderte Menschen: „Es gibt Menschen, die sind so hässlich, dass sie froh sein können, sich selber nie auf der Straße zu begegnen“.

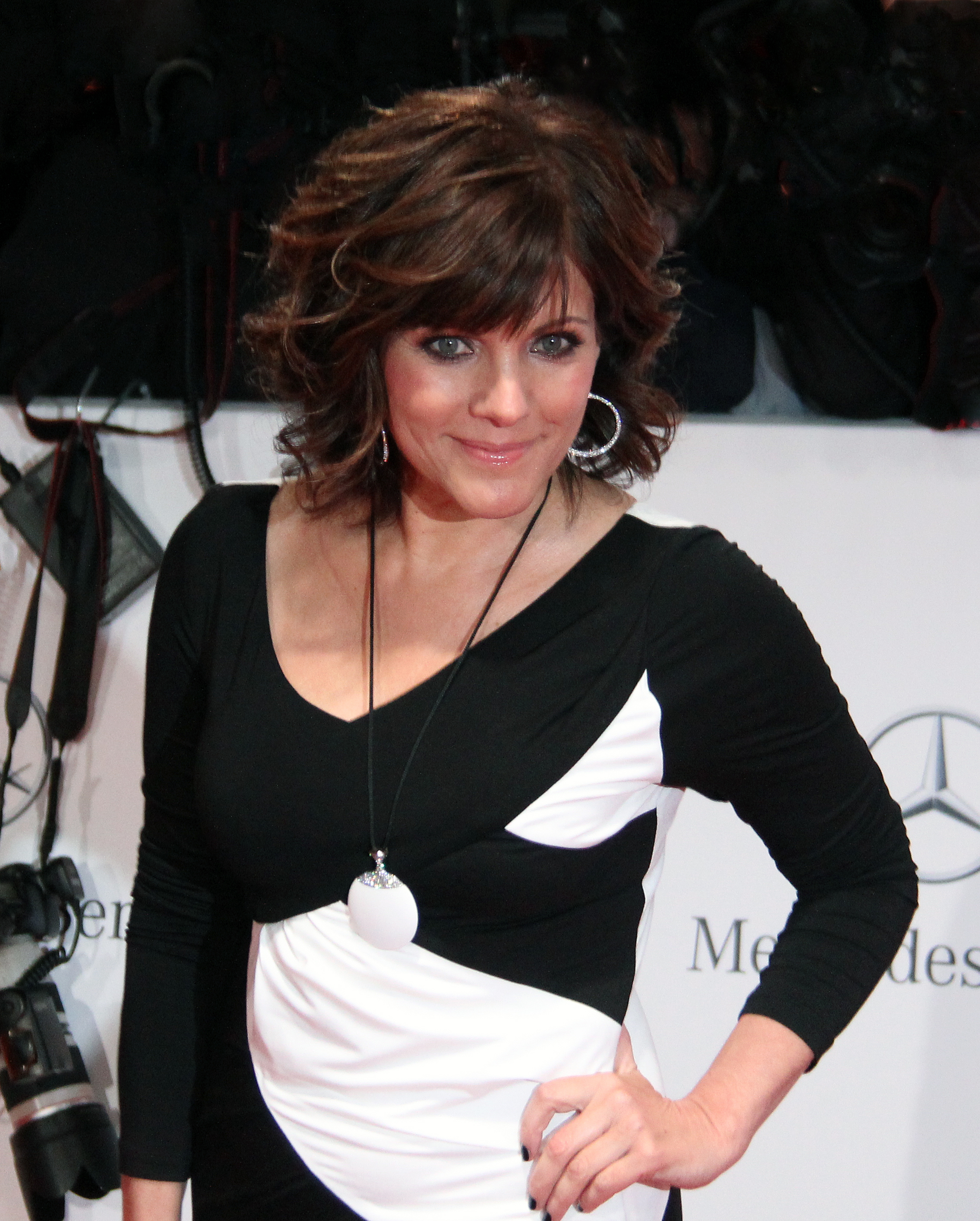
Birgit Schrowange 2012 bei der Goldenen Kamera

Vom 23. November 1995 bis 2004 moderierte sie das Lifestyle-Magazin Life! – Die Lust zu leben. Von 1998 bis 2018 präsentierte sie an Neujahr, u. a. mit Hans Meiser, die Pannenshow Life! Dumm gelaufen, in der ein Ranking der Fernsehpannen-Clips des abgelaufenen Jahres vorgenommen wird.
Seit Beginn ihrer Karriere betätigt sich Schrowange (u. a. mit Isabel Varell) gelegentlich auch als Sängerin. So war sie im Jahr 2012 bei Andrea Berg – Die 20 Jahre Show zu sehen. Ein Jahr später veröffentlichte sie auf der CD Abenteuer – 20 Jahre Andrea Berg gemeinsam mit Simone Thomalla eine Coverversion von Herbert Grönemeyers Lied Männer. 2014 war sie bei Florian Silbereisens Das große Fest der Besten und 20 Jahre Feste zu sehen. Bei Silbereisen stellte sie ihre aus drei Titeln bestehende Schlager-CD vor, die auch ihr Buch Es darf gern ein bisschen mehr sein! enthält.
Neben ihren Fernsehauftritten ist Schrowange auch als Testimonial tätig. So ist sie seit 2021 das Werbegesicht für Biovolen der Firma Evertz Pharma und seit 2010 für die Modemarke Adler. Zuvor war sie Markenbotschafterin von Eismann (2015), Weight Watchers (2017–2018) sowie Basica (2019–2020).
Nachdem Schrowange bisher überwiegend auf dem Sender RTL zu sehen war, wurde im Dezember 2021 der Wechsel zu Sat.1 bekannt. Der Sender plante für das Jahr 2022 drei neue Sendungen mit ihr, u. a. Birgits starke Frauen und Wir werden mehr. Birgits starke Frauen setzte der Sender im Juni 2022 schon nach zwei Folgen wegen schwacher Quoten ab.

## Sonstiges

### Haarfärbung
Am 11. September 2017 offenbarte Schrowange in der TV-Show This Time Next Year, von nun an mit ihrer natürlichen Haarfarbe Grau auftreten zu wollen. Sie hatte vorher 20 Jahre lang ihre Haare gefärbt. Für ihren Typwechsel ließ sie ihre Haare kurz schneiden und trug dann zwölf Monate lang eine Perücke. Dieser Typwechsel erzeugte ein großes Medienecho und wurde als Statement gegen den „Jugendwahn“ gewertet.

### Soziales Engagement

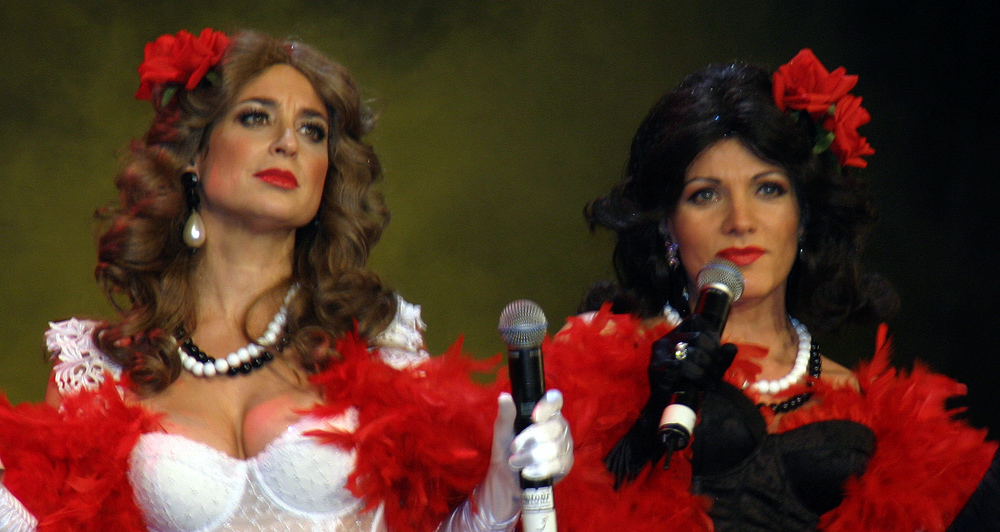
Birgit Schrowange singt mit Isabel Varell auf einem Benefizkonzert, 2006

- Ehrenamtliche Patin des deutschen Kinderpreises von World Vision Deutschland[23][24]
- Mitglied (seit 1995) im Kuratorium der Deutschen Kinderkrebsnachsorge in Tannheim im Schwarzwald, die sich für die Rehabilitation von chronisch kranken Kindern und ihren Familien einsetzt
- Patin beim Kinderhospiz in Olpe[4]
- Mitarbeit beim Kinderhilfswerk Arche[4]
- Mitarbeit bei RTL-Kinderhäusern[4]

## Ehrungen
Aufgrund ihres sozialen Engagements wurde sie im Jahr 2014 zur Lesebotschafterin der „Stiftung Lesen“ ernannt. Weiterhin erhielt sie:
- 2008: Verdienstmedaille des Verdienstordens der Bundesrepublik Deutschland für ihr Engagement gegen Kinderarmut[25][26]
- 2014: Kaiser-Augustus-Orden der Arbeitsgemeinschaft Trierer Karneval für soziales Engagement[27]

## Filmografie (Auswahl)

### Moderation
- 1984–1985: Wiedersehen macht Freude[8]
- 1984–1985: Aktuelle Stunde[8]
- 1989: ZDF-Fernsehgarten[28]
- 1994: Die deutsche Schlagerparade[29]
- 1994–2019: Extra – Das RTL-Magazin[30]
- 1995–2004: Life! – Die Lust zu leben[31]
- 1998–2012 und 2016–2018: Life! – Dumm gelaufen[8]
- 1999: Life! – Total verrückt[32]
- 2010: ZDF-Fernsehgarten (Gastmoderation)[33]
- 2020: Glanz & Gloria (Gastmoderation, SRF)[34]
- 2022: Birgits starke Frauen
- 2024: Jenke. Zeitreise.

### Schauspiel
- 1987: Ein Fall für zwei (Episode Irgendwann...)
- 1990: Ein Fall für zwei (Episode Blutige Rosen)[35]
- 1993: Ein Fall für Zwei (Episode Rache)
- 1998: Die blaue Kanone[36]
- 1998: Klinik unter Palmen[37]

## Werke
Schriften
- So viel Lust zu leben. Marion von Schröder Verlag, München 1998, ISBN 3-547-78075-6
- Es darf gern ein bisschen mehr sein! Nymphenburger Verlag, München 2014, ISBN 978-3-485-02815-8 (mit Shirley Michaela Seul)
- Birgit ungeschminkt. ZS – Edel Verlagsgruppe, München 2020, ISBN 978-3-96584-018-8

Musik
- Fragen. HMV Musik- und Video-Vertriebsges., Barsbüttel 1986 (mit Werner Magnus)
- Frohe Weihnachten. Edel AG, Hamburg 1999 (mit Peter Schreier und Max Raabe)
- Wir wär'n so gern im Kaufhaus eingesperrt auf dem Album Da geht noch was. Telamo Palm, München 2013 (Gastsängerin von Isabel Varell)
- Musik-CD zum Buch Es darf gern ein bisschen mehr sein! Nymphenburger Verlag, München 2014